# Pine Gap
Pour les articles homonymes, voir Gap.
Pine Gap (appellation réduite de Joint Defence Facility Pine Gap) est une station de renseignement d'origine électromagnétique située au sud-ouest de la ville d'Alice Springs, dans le Territoire du Nord, en Australie. Elle joue un rôle important en soutenant les activités de renseignement et les opérations militaires des États-Unis.

## Histoire
À la fin de l'année 1966, dans un contexte de guerre froide, la construction d'une base américaine de surveillance par satellite, sur le territoire australien, est actée par un accord conclu entre les deux gouvernements,. La station, dénommée « Joint Defence Space Research Facility », est présentée au public en tant que centre de recherche spatiale. Le traité est signé le 9 décembre 1966 à Canberra,.
Lors de sa mise en service, la station est un centre de contrôle et de communication pour les satellites géostationnaires de la Central Intelligence Agency (CIA), développés de 1967 à 1985 sous les appellations « RHYOLITE/AQUACADE » puis « MAGNUM/ORION »,. Les deux premières antennes paraboliques ont été construites en 1966-1967, selon l'auteur universitaire Desmond Ball. Ce premier système opérationnel est utilisé pour la surveillance et la collecte des données relatives aux essais de missiles balistiques soviétiques,.

### Années 1990
En 1999, la station est dotée de dix-huit antennes paraboliques, qui participent à l'interception d'une partie des télécommunications en Chine, en Inde, au Japon, en Corée du Nord et au Moyen-Orient,. D'après plusieurs experts en renseignement, dont Desmond Ball, sollicité par un comité du Sénat, l'expansion de la station dans les années 1990, au lendemain de la guerre froide, a été particulièrement significative.
En plus des ondes radioélectriques hautes-fréquences (HF), très utilisées durant la seconde moitié du XXe siècle, l'évolution de l'infrastructure technique permet l'interception des ondes très hautes fréquences (VHF) et ultra hautes fréquences (UHF). Par ailleurs, la collecte d'informations ne concerne plus seulement la surveillance des activités militaires, mais aussi l'intelligence économique et la politique,.
La fermeture du site de Nurrungar (« Joint Defense Facility Nurrungar »), annoncée en 1993 et effective en fin d'année 1999, entraîne le transfert à Pine Gap du centre de contrôle des satellites de détection infrarouge du programme de défense antimissile américain,,. Des documents publiés en 2019 révèlent que cette extension des activités de la station, pour un usage strictement militaire, a suscité l'inquiétude du gouvernement australien.

### Années 2000
Au début des années 2000, les capacités de la station sont étendues avec l'ajout de deux antennes paraboliques de 23 m de diamètre, permettant de cibler directement les satellites de télécommunications étrangers (FORNSAT/COMSAT),. Selon un rapport du Parlement Européen, publié en 2001, elles sont utilisées pour cibler les satellites INTELSAT stationnés en orbite au-dessus de l'océan Pacifique et de l'océan Indien.
Le programme de défense antimissile évolue lui aussi avec le lancement des satellites du Space-Based Infrared System (SBIRS), qui remplace progressivement le dispositif précédent. La station de relais au sol (RGS) hébergée à Pine Gap est constituée d'une dizaine d'antennes, situées en majorité dans la partie ouest de l'enceinte,.
En 2008, une antenne multi-faisceaux Torus est installée dans un périmètre indépendant à environ 200 m au sud du complexe principal. Le déploiement de cette technologie avancée vient compléter le dispositif d'interception visant les satellites de télécommunications, en complément d'autres installations à Seeb, Oman, et à Waihopai, en Nouvelle-Zélande,.

### Années 2010
En parallèle des révélations médiatiques sur les activités de la NSA qui ont lieu à partir de 2013, un certain nombre d'informations sensibles sur la station de Pine Gap sont dévoilées publiquement. Selon d'anciens membres du personnel, la géolocalisation des radios et des téléphones portables est une des fonctions principales de la base,. Une série de documents, divulgués par le lanceur d'alerte Edward Snowden, indiquent que la station est l'un des quatre sites en Australie utilisant le programme de surveillance XKeyscore,.
Depuis 2004, la station participe au programme d'assassinat par drone associé aux frappes aériennes américaines au Pakistan, qui comptabilise environ 370 attaques en 2013. Le Bureau of Investigative Journalism estime que si ces attaques ont permis l'élimination de 2 500 à 3 000 combattants d'Al-Qaïda, elles ont aussi tué des centaines de civils,.
En 2017, l'analyse d'un rapport de la NSA sur le fonctionnement de la station (dont le nom de code américain est « RAINFALL ») démontre qu'elle « joue un rôle important dans le soutien des activités de renseignement et les opérations militaires des États-Unis »,.

## Explications de Desmond Ball

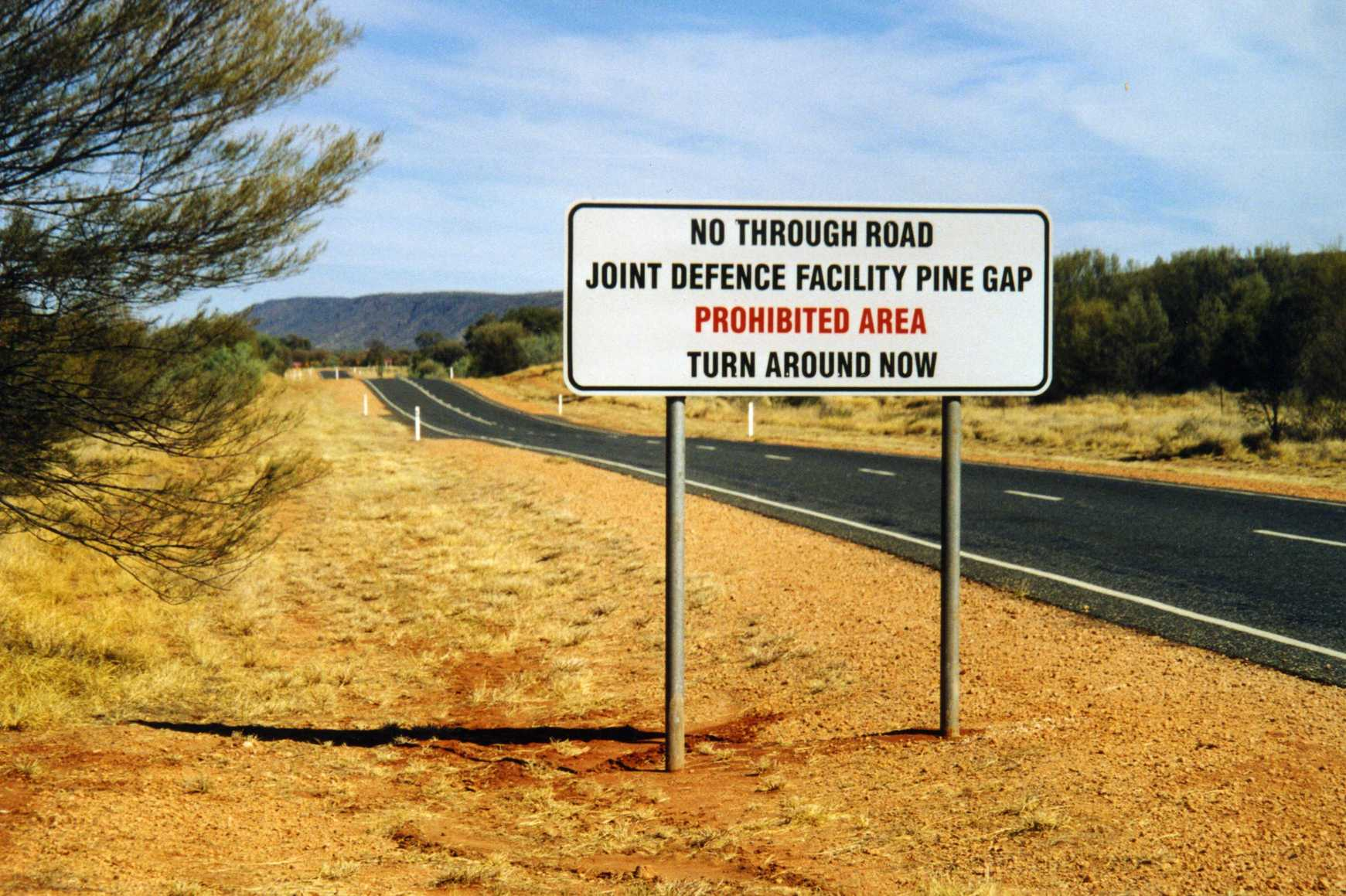
Panneau avertisseur sur la route vers Pine Gap

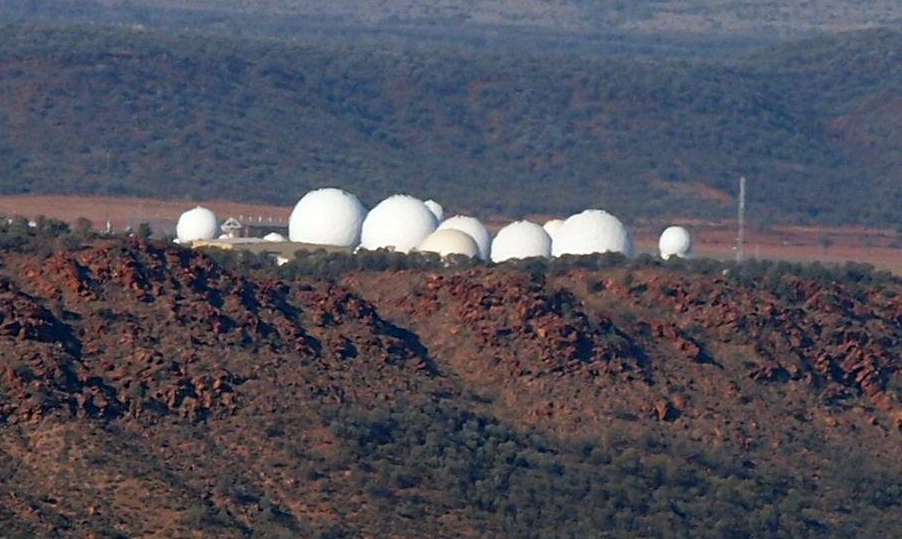
Pine Gap vue depuis le Mount Gillen

En 1999, lorsque le gouvernement australien refusa de donner des explications à une commission du Sénat australien, celle-ci demanda au professeur Desmond Ball (en) de l'Australian National University, expert en renseignement, d'exposer les grandes lignes de la base.
Le personnel employé sur la base a augmenté, passant d'environ 400 au début des années 1970, à 600 au début des années 1990 pour approcher les 1 000 au début du XXIe siècle. La plus grande expansion du site a eu lieu à la fin de la guerre froide.
Il expliqua que le principal rôle de la station était le recueil et le traitement des informations transmises par des satellites de renseignements géostationnaires, indiquant que quatre types de signaux étaient exploités :
- la télémesure des armes de technologie avancée, comme les missiles balistiques, utilisée pour vérifier le respect des traités de limitation des armements ;
- les signaux des radars anti-missiles et anti-aériens ;
- les transmissions envoyées aux satellites de communication ;
- les émissions par micro-ondes telles que celles des appels téléphoniques à longues distances.

Il expliqua que la zone est partagée en trois secteurs : un secteur de suivi des satellites, un secteur de recueil des signaux et un secteur d'analyse des signaux, d'où les Australiens avaient été écartés jusqu'en 1980. En 2017, les Australiens n'ont pas accès à la National Cryptographic Room (de même que les Américains n'ont pas accès à l'Australian Cryptographic Room).
Chaque matin une commission, le Joint Reconnaissance Schedule Committee, se réunit pour déterminer quels satellites seront surveillés pendant les prochaines 24 heures.

## Allégations concernant la destitution de Gough Whitlam
En 1974, le Premier ministre Gough Whitlam remet en question le rôle des bases américaines en Australie, demandant au président américain, Richard Nixon, la révision des modalités régissant les relations entre les deux pays. Il envisage la fermeture de la station, alors que l'accord pour l'exploitation du site doit expirer le 10 décembre 1975,.
Pour Victor Marchetti, ancien responsable de la CIA, cette menace, exprimée publiquement, est à l'origine de la destitution de Whitlam, le 11 novembre 1975,. Plusieurs journalistes, historiens et commentateurs politiques appuient la théorie selon laquelle l'agence de renseignement américaine serait impliquée, en agissant sous la couverture de la Nugan Hand Bank (en),. Ces allégations ont été catégoriquement démenties par la CIA et par le gouverneur général d'Australie en fonction lors de cette crise politique, John Kerr.

## Protestations
Du 5 au 7 octobre 2002, environ trois cent manifestants se sont rassemblés devant la station pour protester contre l'implication de l'Australie dans l'invasion américaine de l'Irak, imminente. Quatre personnes sont arrêtées par la police locale,.
Dans la nuit du 8 au 9 décembre 2005, cinq personnes sont arrêtées pour avoir tenté de s'introduire dans la base,. Pour la première fois, des citoyens (quatre) sont inculpés en vertu de la loi australienne sur la transition de la Défense, actée en 1952. Finalement, ils sont acquittés en 2008, leurs condamnations ayant été annulées par la Cour d'appel pénale du Territoire du Nord à Darwin.
Le 20 octobre 2023, une trentaine de militants pro-palestiniens installe un barrage sur la route menant à la station. Ils réclament un cessez-le-feu à Gaza et craignent que les informations recueillies à Pine Gap ne soient utilisées par l'armée de défense d’Israël. Une nouvelle manifestation a lieu le 27 novembre 2023, réunissant les mêmes personnes.

## Adaptation pour la télévision
Pine Gap est une mini-série télévisée australienne produite par Screentime, sortie sur Netflix et diffusée sur ABC en 2018. Elle est écrite par Greg Haddrick et Felicity Packard, Mat King étant le réalisateur des six épisodes.